# 분청사기 인화점문 장군
분청사기 인화점문 장군(粉靑沙器 印花點文 獐本)은 양식적으로 세련되었으면서도 동시에 투박한 멋을 겸비한 매우 독특한 인화분청으로 15세기의 절정기 작품이다. 2004년 11월 26일 대한민국의 보물 제1423호로 지정되었으며, 현재 삼성미술관 리움이 소장하고 있다.

## 지정 사유
분청사기 인화점문 장군은 둥근 원통형의 몸통을 옆으로 누인 형태로서, 부분적으로 두들겨 모가 난 가장자리를 둥글게 다듬은 후 윗면 중심에 병의 구연부를 만들어 붙였다. 표면에는 크기가 작은 몇 개의 원이 새겨져 연주문(連珠文) 형태를 나타내는 도장을 이용하여 전면에 걸쳐 빈 곳 없이 빽빽하게 수많은 점을 찍듯 인화상감을 하였다.
유약은 엷은 청록색을 띠는 투명유로 전면에 얇게 씌웠다. 기형은 마치 메주를 두들겨 만든 것 같은 느낌을 주어 질박하고 당당하며, 전면에 인화문을 장식하여 매우 특색이 있다.
양식적으로 세련되었으면서도 동시에 투박한 멋을 겸비한 매우 독특한 인화분청으로 15세기의 절정기 작품이다.

## 같이 보기
- 분청사기

## 참고 자료
- 분청사기 인화점문 장군 - 국가유산청 국가유산포털